# Shaka kawachiensis
Shaka kawachiensis är en fjärilsart som beskrevs av Matsumura 1934. Shaka kawachiensis ingår i släktet Shaka och familjen tandspinnare. Inga underarter finns listade i Catalogue of Life.